# Микола Гаєвой
Микола Гаєвой – український історик, випускник Гуманітарного факультету УКУ, магістерської програми «Історія», військовослужбовець 95-ої окремої десантно-штурмової Поліської бригади ДШВ ЗСУ. Позивний «Історик».

## Життєпис
Народився 17 грудня 1995 року в Ужгороді. Навчався у місцевій школі №9, згодом в Ужгородському економічному ліцеї. Належав до організації «Карпатська Січ».
Вищу освіту почав здобувати в Ужгородському національному університеті на історичному факультеті. Там закінчив бакалаврат. Також навчався у Теологічному інституті ім. св. Йосифа Більчевського у Брюховичах.
Потім – в Українському католицькому університеті. Випускник Гуманітарного факультету УКУ, магістерської програми «Історія». У 2019 році Микола Гаєвой вступив та навчався в аспірантурі УКУ з історії. Темою його дисертації була політична біографія Ярослава Стецька.
Із початком повномасштабного вторгнення росії Микола взяв академічну відпустку і добровільно вступив до лав Збройних Сил України 24 лютого 2022 року. 
Доволі довго він був на навчанні, згодом в роті охорони 24-ої бригади, служив у стрілецькому батальйоні, поки його влітку 2022 року не відправили в 95-ту бригаду ДШВ на Схід України. Брав участь у боях за Кліщіївку. Він почергово був оператором АГС (автоматичний гранатомет станковий), потім його поставили за СПГ (станковий протитанковий гранатомет), потім – за міномет. Зрештою йому дали 105-мм гармату, на якій він провоював до самого кінця. 
27 серпня 2024 року, захищаючи Україну в складі 95-ї окремої десантно-штурмової бригади ДШВ ЗСУ на Курському напрямку, Микола Гаєвой загинув.
Поховали Героя із військовими почестями у рідному Ужгороді на Пагорбі слави. 

## Вшанування памʼяті
Після його смерті Український католицький університет та Мюнхенський університет Людвіга-Максиміліана заснували в УКУ Центр сучасної історії імені  Миколи Гаєвого. У Центрі сучасної історії досліджують історію ХХ ст. України та Європи. 
На початку центр планували назвати на честь Рафаля Лемкіна – науковця-правника, який запровадив уперше слово «геноцид» як правове поняття. Микола Гаєвой мав стати науковим співробітником центру. Однак не судилося. Після жахливої звістки про смерть Гаєвого команда з України звернулася до своїх німецьких партнерів з пропозицією назвати установу на честь Миколи Гаєвого. В Мюнхенському університеті Людвіга-Максиміліана підтримали цю ініціативу.
Також УКУ започаткував сталий стипендіальний фонд (ендавмент) на честь Миколи Гаєвого. Ціль – зібрати 100 тисяч доларів, щоби щороку надавати стипендійну підтримку студентам, у пам’ять про Героя. 